# Aciagrion occidentale
Aciagrion occidentale är en trollsländeart som beskrevs av Harry Hyde Laidlaw, Jr. 1919. Aciagrion occidentale ingår i släktet Aciagrion och familjen dammflicksländor. IUCN kategoriserar arten globalt som livskraftig. Inga underarter finns listade i Catalogue of Life.